# BEST SELECTION (財津和夫のアルバム)
『BEST SELECTION』（ベスト・セレクション）は、1999年12月22日にパイオニアLDCからリリースされた、財津和夫のベスト・アルバム。

## 背景
1997年に発売された『BEST OF KAZUO ZAITSU サボテンの花〈“ひとつ屋根の下”より〉』同様、1992年から1996年まで財津が所属したパイオニアLDCでの音源を集めたベスト・アルバム。

## 批評
| 専門評論家によるレビュー | 専門評論家によるレビュー |
| レビュー・スコア         | レビュー・スコア         |
| 出典                     | 評価                     |
| ------------------------ | ------------------------ |
| CDジャーナル             | 肯定的                   |

『CDジャーナル』は、「財津和夫のソングライティングの才能は今さら言うまでもないが、その背景には60年代のポップス黄金期に思春期を過ごした点もある。」と分析し、「数々の素晴らしいメロディを最も多感な時期に吸収し、血となり肉としてきたという意味で実に“幸運”な世代でもあった。」と肯定的に評価している。

## 収録曲
| 全作詞・作曲: 財津和夫。 |                                             |           |            |                   |      |
| #                        | タイトル                                    | 作詞      | 作曲・編曲 | 編曲              | 時間 |
| 1.                       | 「心の旅」                                  | 財津和夫  | 財津和夫   | 是永巧一          | 5:28 |
| 2.                       | 「Everlasting」                             | 財津和夫  | 財津和夫   | 財津和夫          | 4:41 |
| 3.                       | 「銀の指環」                                | 財津和夫  | 財津和夫   | 是永巧一          | 2:41 |
| 4.                       | 「急行の停まる街」                          | 財津和夫  | 財津和夫   | 財津和夫          | 4:15 |
| 5.                       | 「ぼくがつくった愛のうた〜いとしのEmily〜」 | 財津和夫  | 財津和夫   | ACHILLESS DAMIGOS | 3:46 |
| 6.                       | 「1962で抱きしめたい」                      | 財津和夫  | 財津和夫   | 財津和夫          | 3:47 |
| 7.                       | 「約束の海」                                | 財津和夫  | 財津和夫   | 財津和夫          | 4:16 |
| 8.                       | 「一人の部屋」                              | 財津和夫  | 財津和夫   | 小林信吾          | 4:19 |
| 9.                       | 「ハーモニー」                              | 財津和夫  | 財津和夫   | ACHILLESS DAMIGOS | 2:29 |
| 10.                      | 「バタートーストかじって」                  | 財津和夫  | 財津和夫   | 財津和夫          | 1:48 |
| 11.                      | 「本当の言葉」                              | 財津和夫  | 財津和夫   | 財津和夫          | 4:31 |
| 12.                      | 「メルティング」                            | 財津和夫  | 財津和夫   | 財津和夫          | 4:26 |
| 13.                      | 「魔法の黄色い靴」                          | 財津和夫  | 財津和夫   | 山田直毅          | 3:32 |
| 14.                      | 「時が経てば」                              | 財津和夫  | 財津和夫   | 財津和夫          | 4:06 |
| 15.                      | 「サボテンの花〜ひとつ屋根の下より〜」      | 財津和夫  | 財津和夫   | 財津和夫          | 4:43 |
| 合計時間:                | 合計時間:                                   | 合計時間: | 58:48      |                   |      |

## リリース日一覧
| リリース日     | レーベル                      | 規格 | 規格品番  | 形態 |
| -------------- | ----------------------------- | ---- | --------- | ---- |
| 1999年12月22日 | パイオニアLDC                 | CD   | PICL-1195 |      |
| 2006年3月22日  | ジェネオン エンタテインメント | CD   | GNCL-1055 |      |